# Ялово (Закарпатская область)
Я́лово (укр. Ялове) — село в Ждениевской поселковой общине Мукачевского района Закарпатской области Украины.
Население по переписи 2001 года составляло 278 человек. Почтовый индекс — 89121. Телефонный код — 3136. Занимает площадь 0,673 км². Код КОАТУУ — 2121584503.